# Сергеевка (Новодеревеньковский район)
Сергеевка — деревня в Новодеревеньковском районе Орловской области России.
Входит в состав Старогольского сельского поселения.

## География
Расположена на левом берегу реки Гоголь южнее деревни Пасынки, с которой по мосту связана просёлочной дорогой.

## Население
| 1859 | 2010 |
| ---- | ---- |
| 121  | ↘18  |